# XY-geslachtsbepaling

XY-geslachtsbepaling bij Drosophila

XY-geslachtsbepaling is een vorm van geslachtsbepaling bij de meeste zoogdieren, enkele slangen (boa's en pythons) en insecten (de meeste soorten Drosophila) en planten (Ginkgo) waarbij het geslacht wordt bepaald door een paar geslachtschromosomen, X en Y.
Daarbij is er sprake van mannelijke heterogametie, mannetjes hebben twee verschillende geslachtschromosomen (XY) en vrouwelijke homogametie, vrouwtjes hebben twee dezelfde geslachtschromosomen (XX). Nettie Stevens en Edmund Beecher Wilson ontdekten het principe van de XY-geslachtsbepaling onafhankelijk in 1905.
Bij dit systeem komen afwijkende variaties voor, zoals XX-mannen bij het syndroom van De la Chapelle, X0-vrouwen bij het syndroom van Turner en XXY-mannen bij het syndroom van Klinefelter.

## Andere systemen
De XY-geslachtsbepaling onderscheidt zich van diverse andere systemen van geslachtsbepaling, waaronder:
- ZW-geslachtsbepaling, waar het vrouwtje twee verschillende geslachtschromosomen heeft (ZW), en het mannetje twee gelijke (ZZ).
- X0-geslachtsbepaling, waarbij vrouwtje twee dezelfde geslachtschromosomen heeft (XX) en het mannetje één (X).
- Haplodiploidie, waarbij mannetjes voortkomen uit onbevruchte eieren (haploïd) en vrouwtjes uit bevruchte (diploïd). Hierbij is dus geen sprake van aparte geslachtschromosomen.
- Temperatuurafhankelijke geslachtsbepaling.